# Albino Cella
Albino Cella (Bobbio, 2 luglio 1938) è un allenatore di calcio ed ex calciatore italiano, di ruolo attaccante.

## Biografia
È fratello di Giancarlo Cella e figlio di Uberto detto Tio, attaccante del Piacenza negli anni Trenta.
Diplomato ISEF e per questo chiamato Professore, dopo il ritiro si stabilisce ad Albisola svolgendo la professione di impiegato di banca; nella cittadina ligure si impegna anche in politica come assessore dello sport tra il 1980 e 1990.

## Carriera
Cresciuto nella Bobbiese, passa poi al vivaio del Piacenza, con cui esordisce nel campionato di IV Serie 1956-1957, lanciato dall'allenatore Ercole Bodini nel ruolo di centravanti: mette a segno 11 reti in 27 partite e contribuisce all'accesso della formazione emiliana in IV Serie Eccellenza 1957-1958.
Nel 1958 esordisce in Serie C, sempre con la maglia del Piacenza, e nell'annata successiva si mette in luce realizzando 17 reti; un grave infortunio (distacco totale del bicipite femorale destro) patito mentre era a Coverciano con la Nazionale di Serie C lo costringe a saltare il finale di stagione, facendo sfumare il passaggio alla SPAL. Al termine del campionato viene ceduto in comproprietà al Brescia, con cui esordisce in Serie B realizzando 5 reti in 14 partite. Riscattato dalle Rondinelle, nella stagione successiva approda nella massima serie, acquistato in comproprietà dal Mantova. Debutta in Serie A l'8 ottobre 1961, in Torino-Mantova (2-1), giocando come ala destra contro il fratello Giancarlo; quella presenza rimane l'unica nella stagione e l'unica in Serie A. A novembre, infatti, viene ceduto al Prato, in Serie B: mette a segno 3 reti in 18 partite, non evitando la retrocessione dei lanieri in terza serie.
Rientrato al Mantova, nel novembre 1962 viene ceduto al Savona, in Serie C. In Liguria realizza 22 reti in due stagioni, contribuendo a un terzo e un secondo posto in classifica. Nel 1964 passa al Como, dove realizza 18 reti vincendo la classifica marcatori senza riuscire a conquistare la promozione nella serie cadetta. Cella sale comunque in Serie B trasferendosi al Livorno, dove rimane per tre stagioni tormentate da problemi fisici.
Lasciata Livorno, scende in Serie D passando in comproprietà alla Lucchese, con cui realizza 11 reti e conquista la promozione in Serie C vincendo lo spareggio contro la Sarzanese. Rientrato al Livorno a causa di intoppi burocratici nella risoluzione della comproprietà, viene ceduto definitivamente al Derthona, in Serie C; milita in seguito nella Gaviese in Serie D e nella Lavagnese, in Promozione ligure, ricoprendo anche il ruolo di allenatore. Chiude la carriera con tre stagioni nel S. Cecilia Albissola, l'ultima da allenatore-giocatore.
In carriera ha totalizzato una presenza in Serie A e 75 (con 15 reti) in Serie B.

### Allenatore
Dopo il ritiro, allena la rappresentativa giovanile dilettantistica della provincia di Savona e a più riprese l'Albissola.

## Palmarès

### Club
- Campionato italiano Serie D: 1

Lucchese: 1968-1969

### Individuale
- Capocannoniere della Serie C: 1

1964-1965 (18 gol)